# Jacobus III van Cyprus
Jacobus III van Cyprus (6 juli 1473 - 26 augustus 1474) was van kort na zijn geboorte in juli 1473 tot aan zijn dood, een jaar later, koning van Cyprus. Hij behoorde tot het huis Poitiers.

## Levensloop
Jacobus III was het enige kind van koning Jacobus II van Cyprus uit diens huwelijk met Catharina Cornaro, dochter van Marco Cornaro, een patriciër uit de republiek Venetië.
Zijn vader stierf vier dagen na zijn geboorte. Jacobus III werd vervolgens koning van Cyprus onder het regentschap van zijn moeder. Kort na zijn eerste verjaardag overleed hij in mysterieuze omstandigheden, waarna zijn moeder de Cypriotische troon erfde. In 1489 trad zijn moeder onder druk van Venetië af als koningin van Cyprus. Cyprus werd nadien een Venetiaanse kolonie, tot het in 1571 door de Ottomanen werd veroverd.